# Tennistoernooi van Rome 2021
|                                      |  |                                     |
| Iga Świątek, winnares bij de vrouwen |  | Rafael Nadal, winnaar bij de mannen |

Het tennistoernooi van Rome van 2021 werd van zondag 9 tot en met zondag 16 mei 2021 gespeeld op de gravelbanen van het Foro Italico in de Italiaanse hoofdstad Rome. De officiële naam van het toernooi was Internazionali BNL d'Italia.
Het tennistoernooi van Rome trok 21.794 toeschouwers. Vanwege de coronapandemie werd er slechts een beperkt deel van bezoekerscapaciteit toegelaten.
Het toernooi bestond uit twee delen:
- WTA-toernooi van Rome 2021, het toernooi voor de vrouwen
- ATP-toernooi van Rome 2021, het toernooi voor de mannen

## Toernooikalender
| Rome              | mei 2021 | mei 2021 | mei 2021 | mei 2021 | mei 2021 | mei 2021 | mei 2021    | mei 2021     | mei 2021     | mei 2021 |
| Rome              | zon 9    | maa 10   | din 11   | din 11   | woe 12   | don 13   | vrĳ 14      | zat 15       | zat 15       | zon 16   |
| ----------------- | -------- | -------- | -------- | -------- | -------- | -------- | ----------- | ------------ | ------------ | -------- |
| vrouwenenkelspel  |          | 1e ronde | 1e ronde | 1e ronde | 2e ronde | 3e ronde | kwartfinale | halve finale | halve finale | finale   |
| vrouwendubbelspel |          | 1e ronde | 1e ronde | 1e ronde | 2e ronde | 2e ronde | kwartfinale | halve finale | halve finale | finale   |
| mannenenkelspel   | 1e ronde | 1e ronde | 1e ronde | 2e ronde | 2e ronde | 3e ronde | kwartfinale | kwartfinale  | halve finale | finale   |
| mannendubbelspel  |          | 1e ronde | 1e ronde | 1e ronde | 1e ronde | 2e ronde | kwartfinale | halve finale | halve finale | finale   |

ATP-toernooi van Rome – WTA-toernooi van Rome

1990 · 1991 · 1992 · 1993 · 1994 · 1995 · 1996 · 1997 · 1998 · 1999 · 2000 · 2001 · 2002 · 2003 · 2004 · 2005 · 2006 · 2007 · 2008 · 2009 · 2010 · 2011 · 2012 · 2013 · 2014 · 2015 · 2016 · 2017 · 2018 · 2019 · 2020 · 2021 · 2022 · 2023 · 2024